# Buchberg (Mattsee)
Der Buchberg ist ein 801 m ü. A. hoher Berg auf dem Gebiet der Gemeinde Mattsee im Bezirk Salzburg-Umgebung im Land Salzburg. Er ist aus Flyschgesteinen aufgebaut und stellt die höchste Erhebung im Gebiet des Wallersee- bzw. Mattseebeckens dar.
Von dem kleinen Aussichtsplateau am Gipfel sieht man das Salzburger Seengebiet, das Alpenvorland in Oberösterreich und die schroffen Nördlichen Kalkalpen.
Die Umgebung ist eine ausschließlich naturnahe Kulturlandschaft, die sich vornehmlich aus ausgedehnten landwirtschaftlich, teilweise intensiv genutzten Wiesenflächen und bäuerlichen Weilern, die durch ein ländliches Wegenetz verbunden werden, zusammensetzt. Die dazwischenliegenden Waldgebiete zeigen eine naturnahe Artenzusammensetzung aus Buche, Tanne, Ahorn und Fichte und sind vegetationsmäßig dem Buchen-Tannenwald zuzuordnen, Fichtenmonokulturen treten jedoch vermehrt auf.
Der Buchberggipfel selbst und die unmittelbare und mittelbare Umgebung sind durch ein dichtes Wegenetz erschlossen.

## Naturschutz
Rund 34 Hektar südöstlich und südwestlich des Gipfels sind seit 2007 als geschützter Landschaftsteil und deckungsgleich seit 2009 als Naturpark Buchberg ausgewiesen.
1970 kaufte der Naturschutzbund Österreich den Buchberggipfel mit 2,5 ha als Aussichtsberg und widmete damit Bauland zurück in Grünland. 1972 wurde der Buchberg das erste Mal als Naturpark eingeweiht. Er verlor dieses Prädikat 1977 aufgrund einer Änderung des Salzburger Naturschutzgesetzes wieder. 2007 brachten 7 Grundstückseigentümer 34,7 Hektar als geschützten Landschaftsteil bei und gründeten mit dem Naturschutzbund den Verein Naturpark Buchberg. Erst auf Basis der Verordnung zum geschützten Landschaftsteil war die Verordnung zum Naturpark Buchberg möglich. Sie trat am 30. Mai 2009 in Kraft.

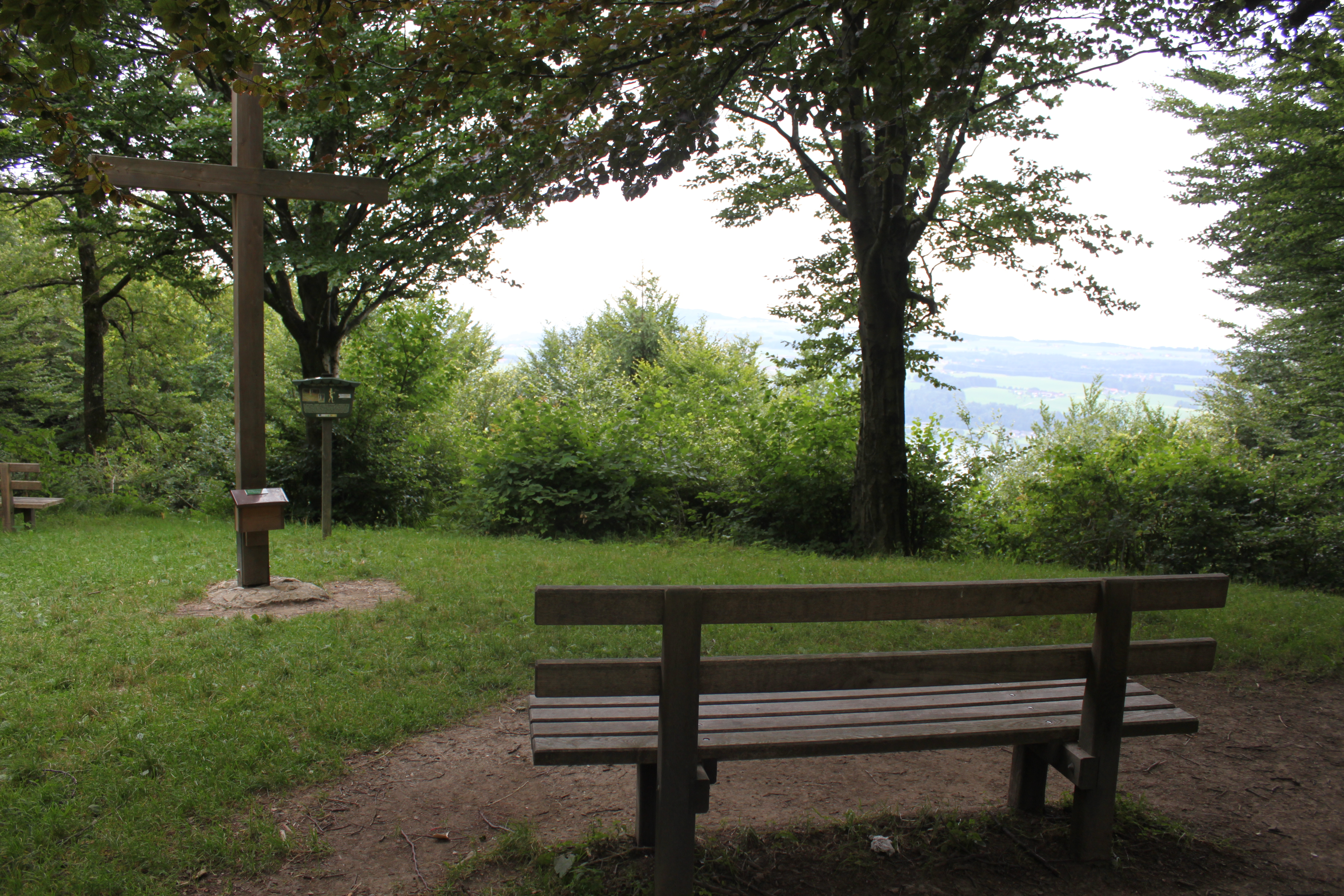
Buchberg mit Gipfelkreuz